# Кубок Шотландії з футболу 1887—1888
Кубок Шотландії з футболу 1887–1888 — 15-й розіграш кубкового футбольного турніру у Шотландії. Титул вдруге здобув Рентон.

## Четвертий раунд
Команди Аберкорн, Альбіон Роверз, Арброт, Камбусленг, Керфін Шемрок, Кавлерс, Ауе Бойс, Квінз Парк, Сент-Бернардс, Тісл пройшли до наступного раунду після жеребкування.
| Команда 1                        | Рахунок | Команда 2                 |
| -------------------------------- | ------- | ------------------------- |
| 5 листопада 1887                 |         |                           |
| Ейр                              | 3:2     | Вейл оф Левен             |
| Данді Вондерерс                  | 4:3     | Квін оф зе Сауз Вондерерс |
| Гарт оф Мідлотіан                | 1:1     | Сент-Міррен               |
| Ліндертіс                        | 1:13    | Рентон                    |
| Партік Тісл                      | 2:2     | Кілмарнок                 |
| Вейл оф Левен Вондерерс          | 2:0     | Бонесс                    |
| 12 листопада 1887 (перегравання) |         |                           |
| Кілмарнок                        | 1:4     | Партік Тісл               |
| Сент-Міррен                      | 2:2     | Гарт оф Мідлотіан         |
| 19 листопада 1887 (перегравання) |         |                           |
| Гарт оф Мідлотіан                | 2:2     | Сент-Міррен               |
| 26 листопада 1887 (перегравання) |         |                           |
| Гарт оф Мідлотіан                | 2:4     | Сент-Міррен               |

## П'ятий раунд
| Команда 1         | Рахунок | Команда 2               |
| ----------------- | ------- | ----------------------- |
| 26 листопада 1887 |         |                         |
| Аберкорн          | 9:0     | Сент-Бернардс           |
| Арброт            | 5:1     | Кавлерс                 |
| Камбусленг        | 10:0    | Ейр                     |
| Данді Вондерерс   | 5:2     | Керфін Шемрок           |
| Ауе Бойс          | 4:2     | Альбіон Роверз          |
| Партік Тісл       | 0:2     | Квінз Парк              |
| Тісл              | 2:9     | Вейл оф Левен Вондерерс |
| 3 грудня 1887     |         |                         |
| Сент-Міррен       | 2:3     | Рентон                  |

## Чвертьфінали
| Команда 1                     | Рахунок | Команда 2               |
| ----------------------------- | ------- | ----------------------- |
| 17 грудня 1887                |         |                         |
| Арброт                        | 1:1     | Аберкорн                |
| Камбусленг                    | 6:0     | Ауе Бойс                |
| Квінз Парк                    | 7:1     | Вейл оф Левен Вондерерс |
| Рентон                        | 5:1     | Данді Вондерерс         |
| 24 грудня 1887 (перегравання) |         |                         |
| Аберкорн                      | 3:1     | Арброт                  |

## Півфінали
| Команда 1                    | Рахунок | Команда 2  |
| ---------------------------- | ------- | ---------- |
| 14 січня 1888                |         |            |
| Аберкорн                     | 1:1     | Камбусленг |
| Рентон                       | 3:1     | Квінз Парк |
| 21 січня 1888 (перегравання) |         |            |
| Камбусленг                   | 10:1    | Аберкон    |

## Фінал
| 4 лютого 1888 |

| Рентон | 6:1 | Камбусленг |
| ------ | --- | ---------- |
|        |     |            |

| Гемпден-Парк, Глазго Глядачів: 11 000 |